# Бонкомпаньи
Бонкомпаньи (итал. Boncompagni) — известный с XII века род папской знати, в конце XVII века унаследовавший фамилию и владения рода Людовизи.
В 1133 г. феодал саксонского происхождения, Рудольф Бонкомпаньи, получил от императора Лотаря II право владения городом Ассизи. В начале XIV века его потомки перебрались из Умбрии в Болонью, где стали играть одну из первейших ролей.
Уго Бонкомпаньи, профессор богословия в местном университете, в 1572 г. был избран папой римским под именем Григория XIII. Известен тем, что инициировал введение современного календаря — григорианского. Для своего внебрачного сына Джакомо он приобрёл герцогство Сора и ещё несколько герцогств, которые стали залогом материального благополучия семейства Бонкомпаньи в последующие столетия.
В продолжение XVII и XVIII веков пять представителей рода Бонкомпаньи носили кардинальскую шапку. В 1681 году глава рода, Грегорио II Бонкомпаньи (1642-1707, 5-й герцог Сора), сочетался браком с Ипполитой Людовизи, наследницей владений другого прославленного рода «чёрной знати». Её приданое включало, среди прочего, музейное собрание виллы Людовизи и княжество Пьомбино.
В течение XVIII века их потомки, носившие двойную фамилию Бонкомпаньи-Людовизи, господствовали в Пьомбино на правах владетельных князей. Венский конгресс 1815 года постановил объединить княжество Пьомбино с великим герцогством Тосканским. Тем не менее нынешний глава рода, Никколо Бонкомпаньи-Людовизи (р. 1941), продолжает именовать себя князем Пьомбино и герцогом Сора. 
Художественные сокровища семейства Бонкомпаньи-Людовизи, столетиями вызывавшие восхищение приезжавших в Рим чужестранцев, в XX веке перешли во владение Итальянского государства и ныне доступны для обозрения в палаццо Альтемпс в центре Рима.

## Представители
- Бонкомпаньи, Карло (1804—1880) — итальянский юрист, педагог, публицист и государственный деятель.
- Бонкомпаньи, Бальдассаре (1821—1894) — итальянский историк математики.
- Бонкомпаньи, Уго (1502—1585) — папа римский Григорий XIII.
- Бонкомпаньи-Людовизи, Иньяцио Гаэтано (1743—1790) — итальянский куриальный кардинал.